# Ołeksandr Jakowenko (hokeista)
Ołeksandr Ołeksandrowycz Jakowenko, ukr. Олександр Олександрович Яковенко (ur. 15 sierpnia 1979 w Kijowie) – ukraiński hokeista, reprezentant Ukrainy.

## Kariera
- SzWSM Kijów (1995-1996)
- Sokił Kijów (1996-1997)
- Torpedo Jarosław 2 (1997-1998)
- Sokił Kijów (1998)
- Berkut Kijów (1998-2000)
- CSKA Moskwa 2 (2000-2001)
- CSKA Moskwa (2001)
- Gazowik Tiumeń (2001-2003)
- Dynama Mińsk (2003-2004)
- Nieftianik Leninogorsk (2004-2005)
- Sokił Kijów (2005-2013)
- Biłyj Bars Biała Cerkiew (2013-2014)
- ATEK Kijów (2014/2015)

Wychowanek Sokiłu Kijów. Od 2015 zawodnik ATEK Kijów. W 2015 zdobył z klubem złoty medal mistrzostw Ukrainy.
Był reprezentantem kadr juniorskich Ukrainy. Uczestniczył w turniejach mistrzostwo Europy do lat 18 w 1995, 1996, 1997, mistrzostw świata juniorów do lat 20 w 1996, 1997, 1999. W kadrze seniorskiej uczestniczył w turniejach mistrzostw świata w 2000 (Grupa A), 2012 (Dywizja I).

## Sukcesy
Klubowe
- Srebrny medal Wschodnioeuropejskiej Ligi Hokejowej: 1997 z Sokiłem Kijów
- Złoty medal mistrzostw Ukrainy: 2006, 2008, 2009, 2010 z Sokiłem Kijów, 2000 z Berkutem Kijów, 2015 z ATEK Kijów
- Srebrny medal mistrzostw Ukrainy: 2011, 2012 z Sokiłem Kijów, 1999 z Berkutem Kijów, 2014 z Biłyjem Barsem Biała Cerkiew
- Złoty medal Wschodnioeuropejskiej Hokejowej Ligi: 2000 z Berkutem Kijów
- Brązowy medal mistrzostw Ukrainy: 2013 z Sokiłem Kijów
- Puchar Ukrainy: 2007 z Sokiłem Kijów